# Nấm thông
Nấm thông (danh pháp: Boletus edulis) là một loại nấm ăn được trong chi Nấm thông, họ Nấm thông. Phân bố rộng rãi ở bán cầu Bắc trên khắp châu Âu, châu Á và Bắc Mỹ, nó không hiện diện một cách tự nhiên ở Nam bán cầu, mặc dù nó đã được du nhập tới miền nam châu Phi, Australia và New Zealand. Một vài loại nấm châu Âu có quan hệ họ hàng gần trước đây từng được cho là các thứ hoặc dạng của nấm thông đã được chứng minh bằng cách sử dụng phân tích phát sinh chủng loài phân tử cho thấy chúng là các loài riêng biệt, và những loại khác trong phân loại trước đây là các loài riêng biệt thì hiện nay lại là cùng loài với nấm thông. Loài ở miền tây Bắc Mỹ thường được gọi là nấm thông vua California (Boletus edulis var. grandedulis) là một biến thể lớn, sẫm màu hơn, lần đầu tiên chính thức được xác định trong năm 2007.

### Tên gọi
Tên gọi thông thường cho B. edulis thay đổi theo từng khu vực. Tên gọi chuẩn theo tiếng Ý là porcino (số nhiều: porcini) nghĩa là lợn; fungo porcino trong tiếng Ý lặp lại thuật ngữ suilli nghĩa đen là "nấm lợn", một thuật ngữ được người La Mã cổ đại sử dụng và vẫn còn được sử dụng trong ngôn ngữ miền nam Italia cho loài này. Nguồn gốc của nó được cho là sự giống nhau của thể quả non với lợn con, hoặc là do lợn rất thích ăn loại nấm này. Nó cũng được gọi là "king bolete". Trong tiếng Anh penny bun là nói tới hình dạng thuôn tròn và màu ánh nâu của nó. Tên tiếng Đức steinpilz (nấm đá) nói tới lớp thịt chắc đặc của nó. Tại Áo, nó được gọi là herrenpilz nghĩa là "nấm quý tộc", trong khi tại Mexico, tên gọi tiếng Tây Ban Nha là panza nghĩa là "bụng". Tên gọi khấc trong tiếng Tây Ban Nha rodellon nghĩa là "cục cuội tròn nhỏ", trong khi tên gọi tiếng Hà Lan eekhoorntjesbrood nghĩa là "bánh mì của sóc". Tên gọi tiếng Nga là belyy grib ("nấm trắng" để đối lại với loại "nấm đen" ít giá trị hơn) và borovik (từ bor—"rừng thông").
Tên gọi bản xứ cep có nguồn gốc từ tiếng Catalan cep hay từ tên gọi tiếng Pháp cèpe, mặc dù tên gọi sau là thuật ngữ phát sinh áp dụng cho vài loài có quan hệ họ hàng. Tại Pháp, tên gọi đầy đủ cèpe de Bordeaux, có nguồn gốc từ tiếng Gascon cep nghĩa là "thân cây", do cái cuống mập của nó, và chính nó lại bắt nguồn từ tiếng Latinh cippus "cái cọc". Ceppatello, ceppatello buono, ceppatello bianco, giallo leonato, ghezzo và moreccio là các tên gọi địa phương trong tiếng Ý, và ciurenys hay surenys cũng là các tên gọi khác trong tiếng Catalan. Vị vua gốc Pháp Charles XIV John đã đại chúng hóa B. edulis tại Thụy Điển sau năm 1818, và được vinh danh trong các tên gọi bản xứ địa phương như Karljohanssvamp, cũng như trong tên gọi tiếng Đan Mạch Karl Johan svamp. Vị vua này đã cho trồng nấm xung quanh nơi ở của mình là cung điện Rosersberg. Tên gọi tiếng Phần Lan herkkutatti, với herkku là từ herkullinen nghĩa là ngon, và từ tatti là từ dùng để mô tả một loại nấm.

## Đặc điểm sinh học
- Mũ nấm: hình bán cầu dẹt, màu vàng mật ong hoặc màu hạt dẻ.

## Sức khỏe
Là nấm rất tốt cho sức khỏe, người Ý rất thích ăn.

## Phân bổ
Có ở hầu hết các nước trên thế giới, từ ôn đới đến cận nhiệt đới.

## Hình ảnh

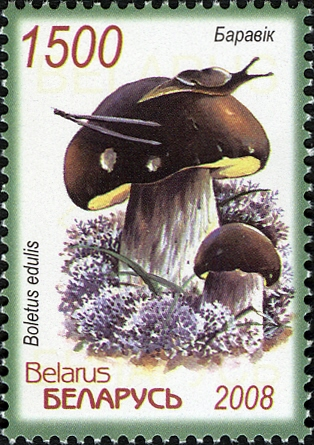
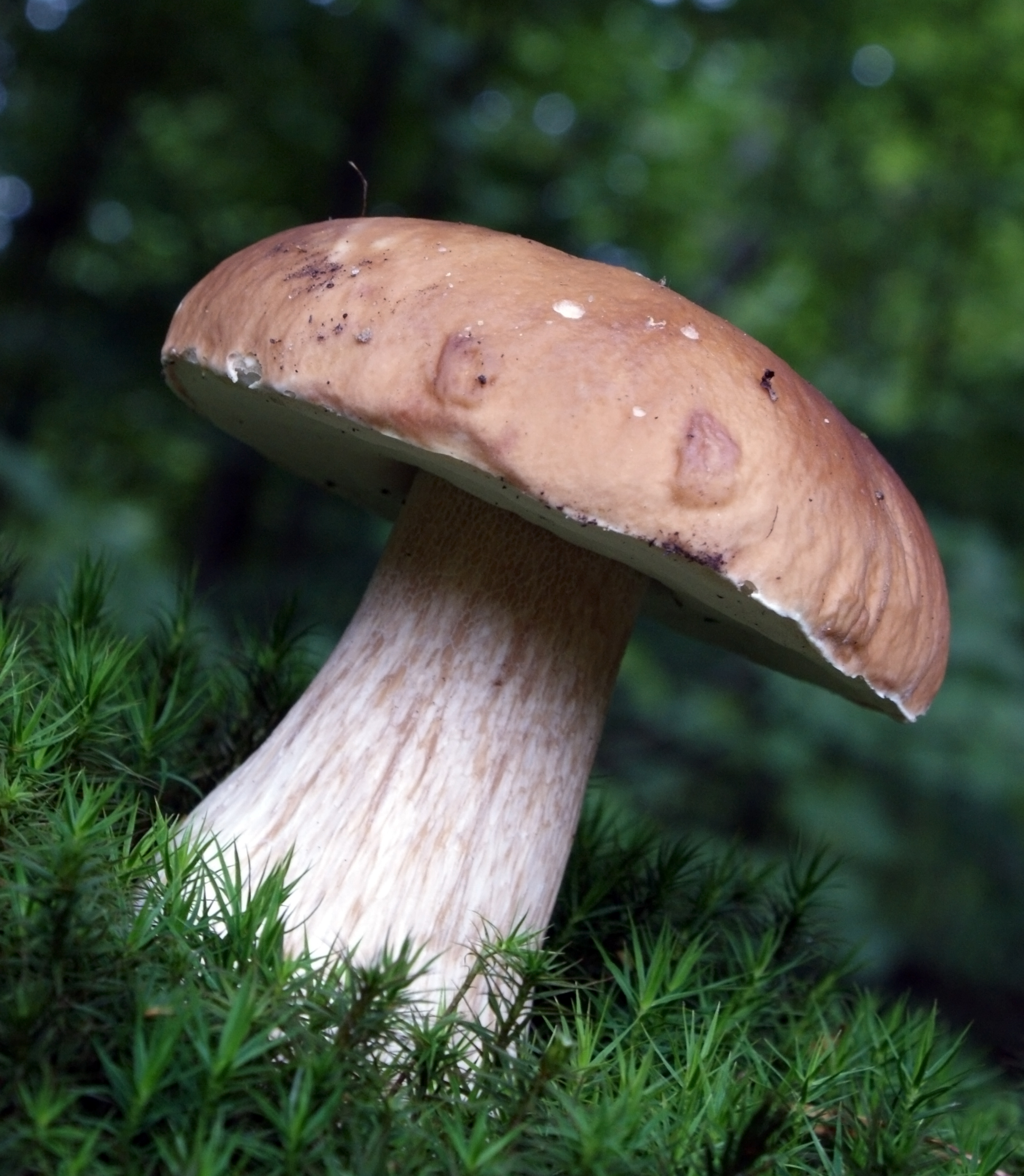
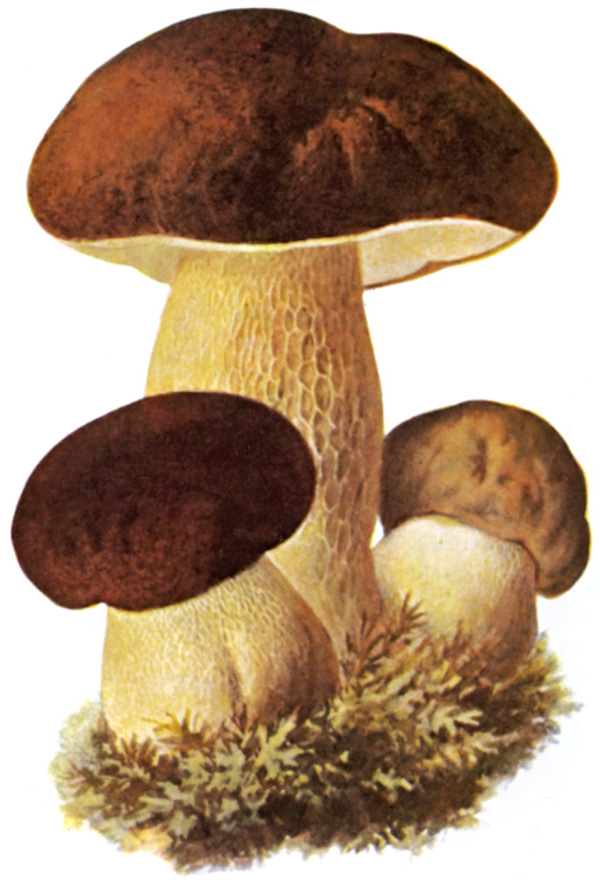
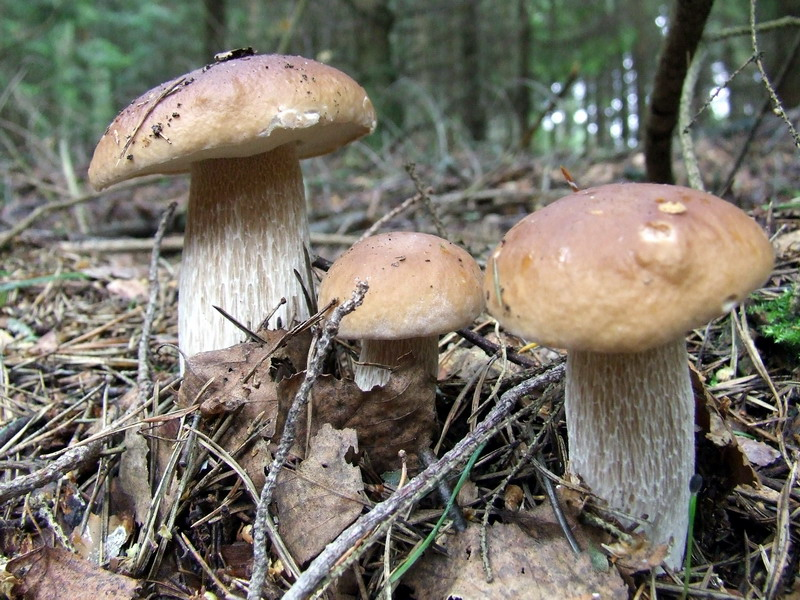
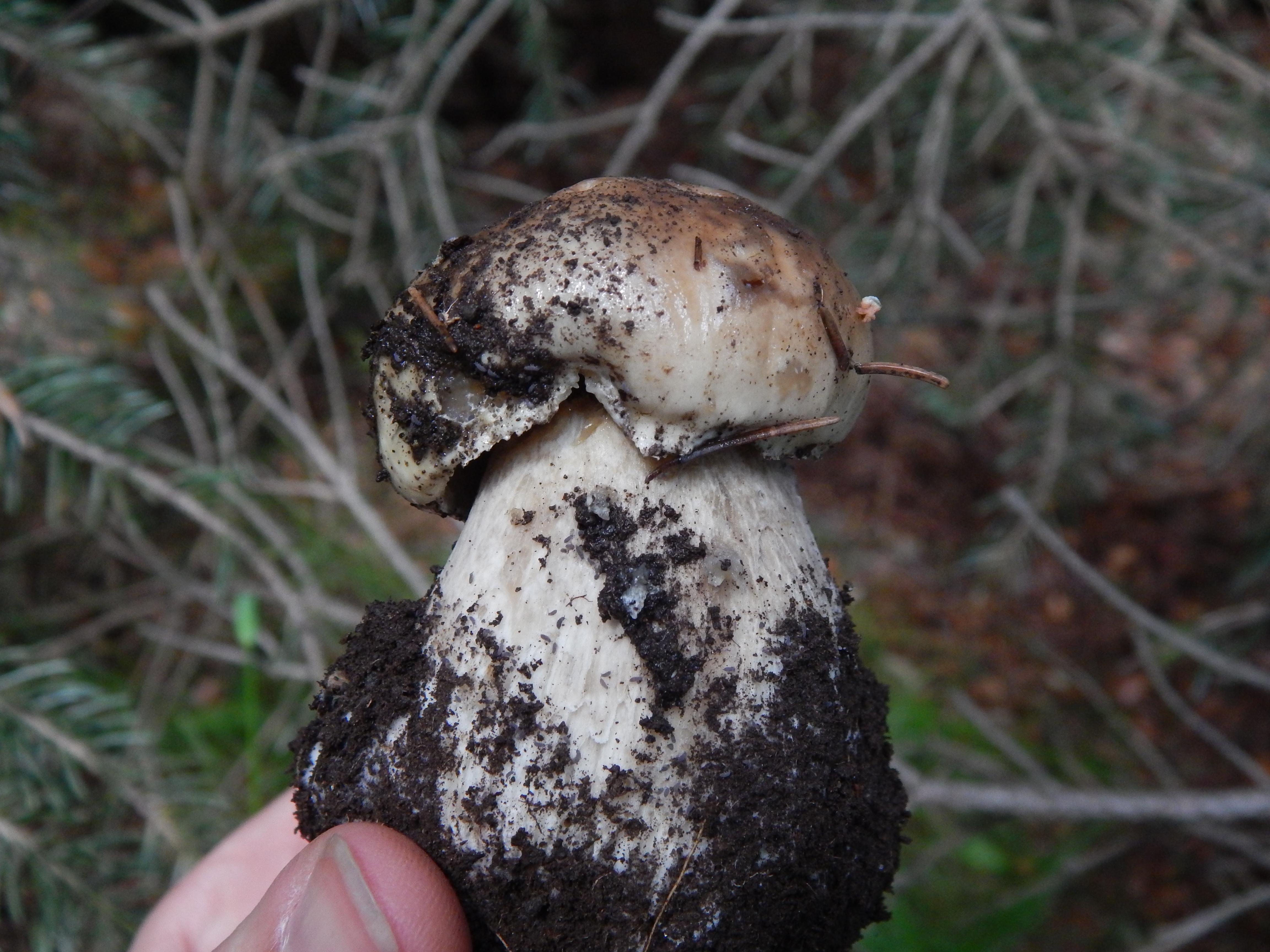
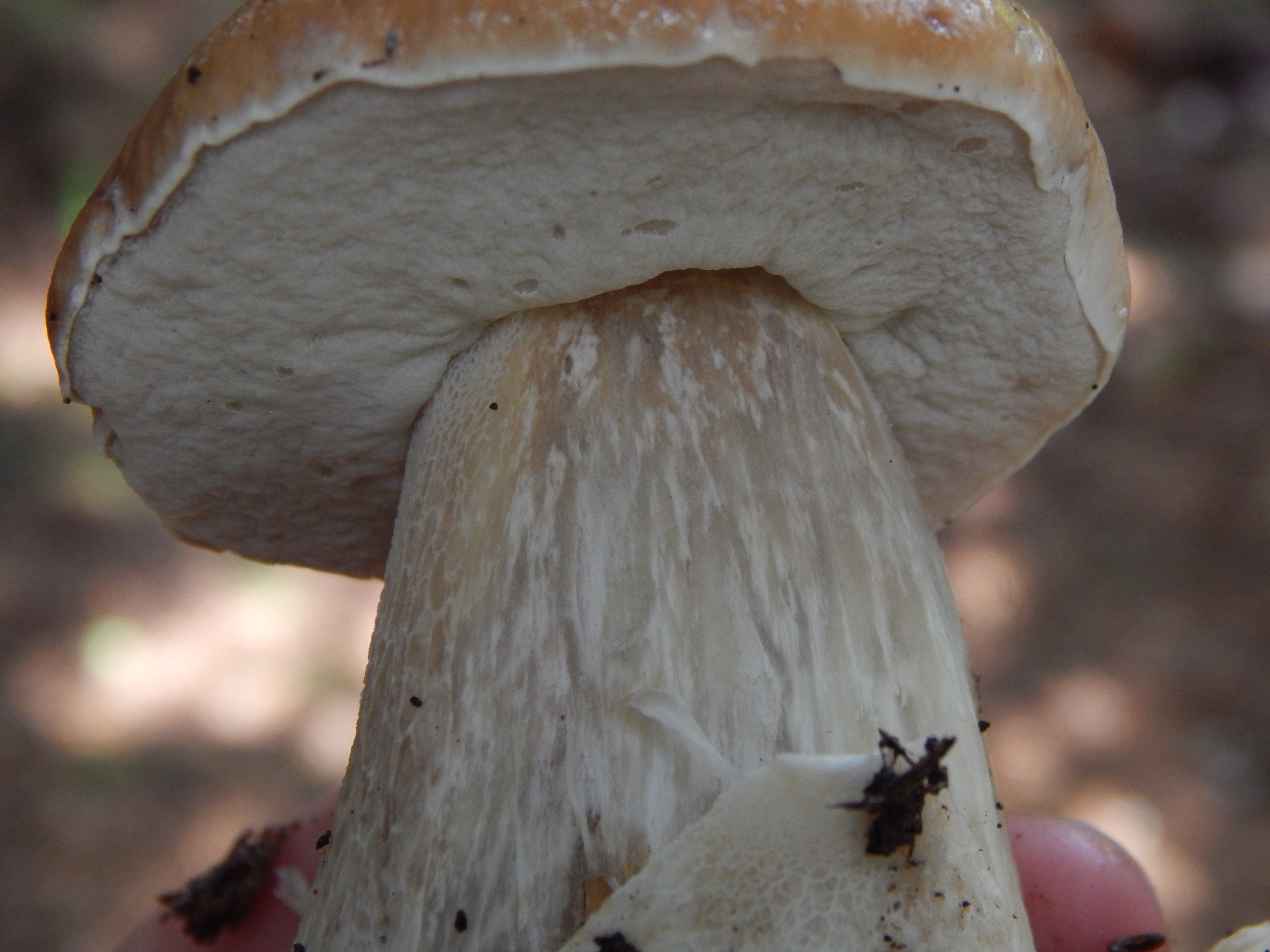
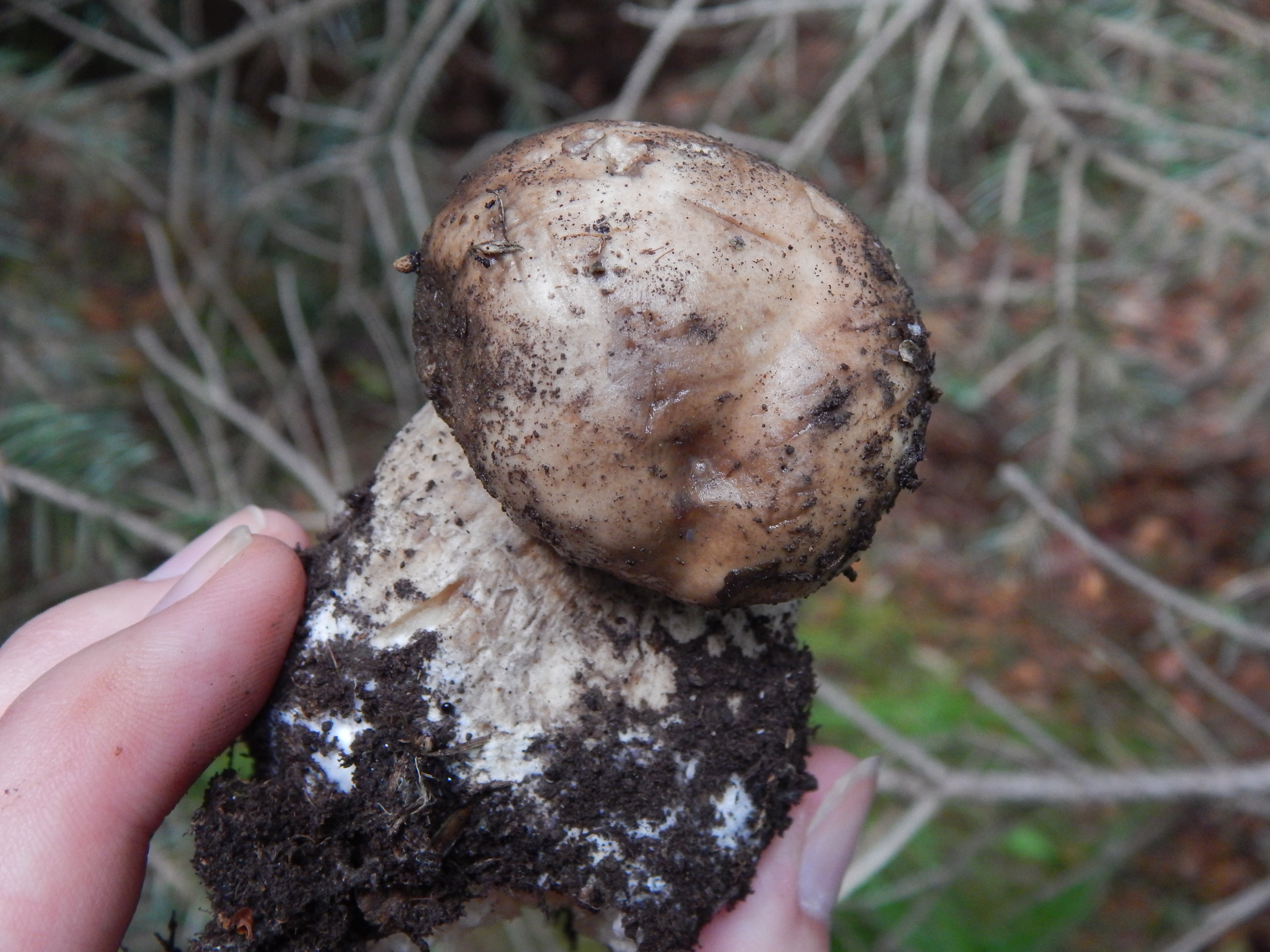
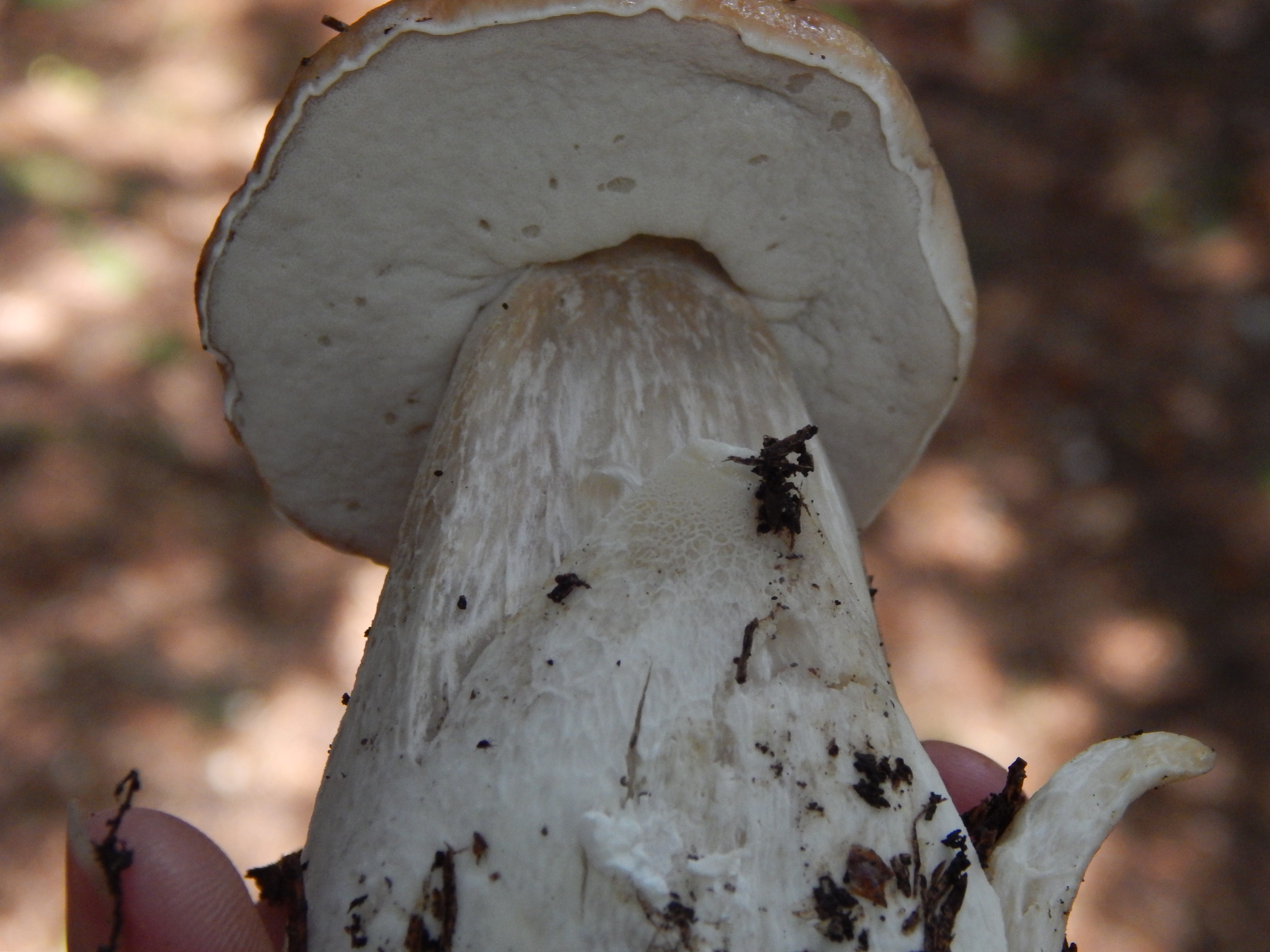
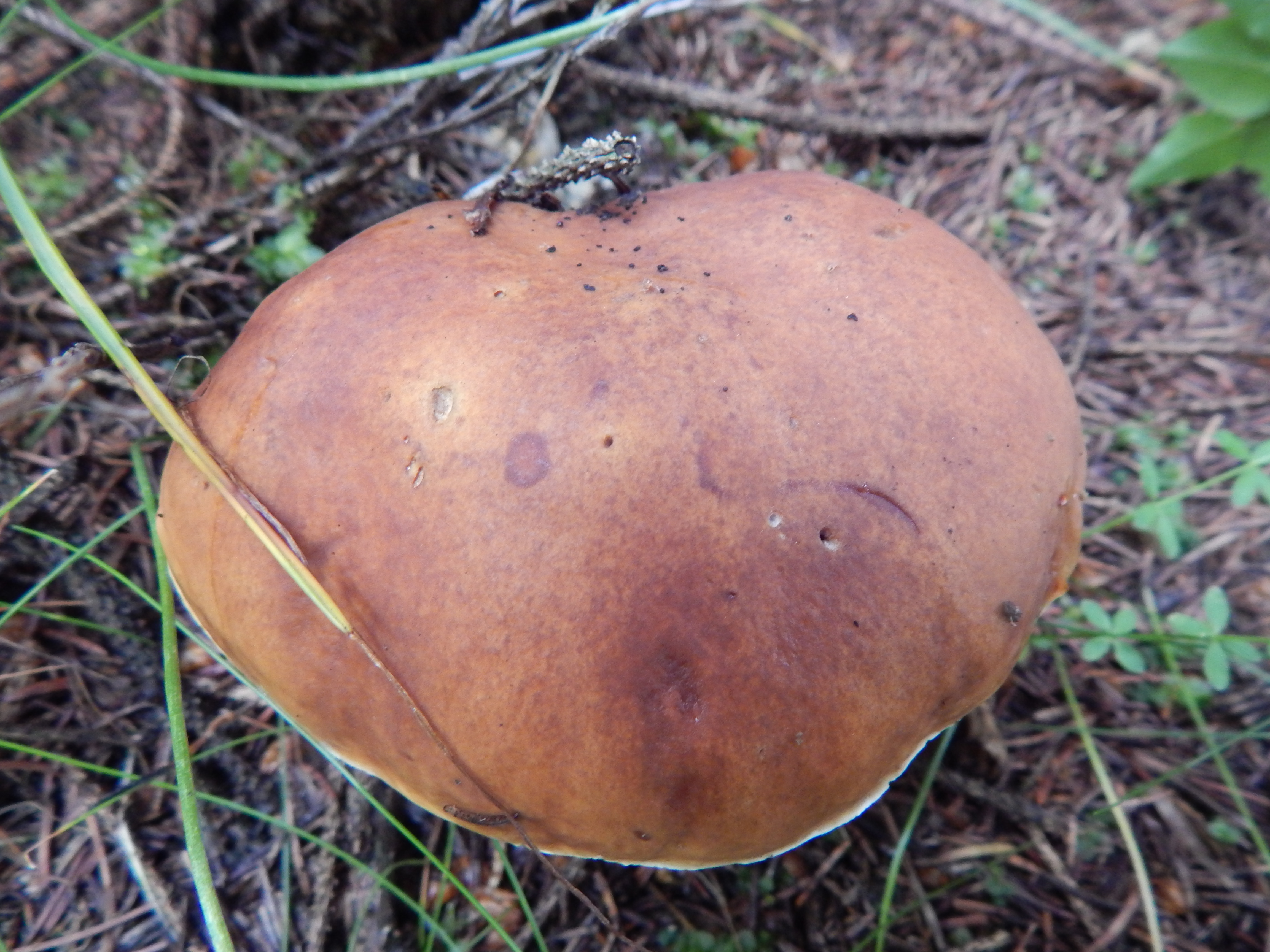
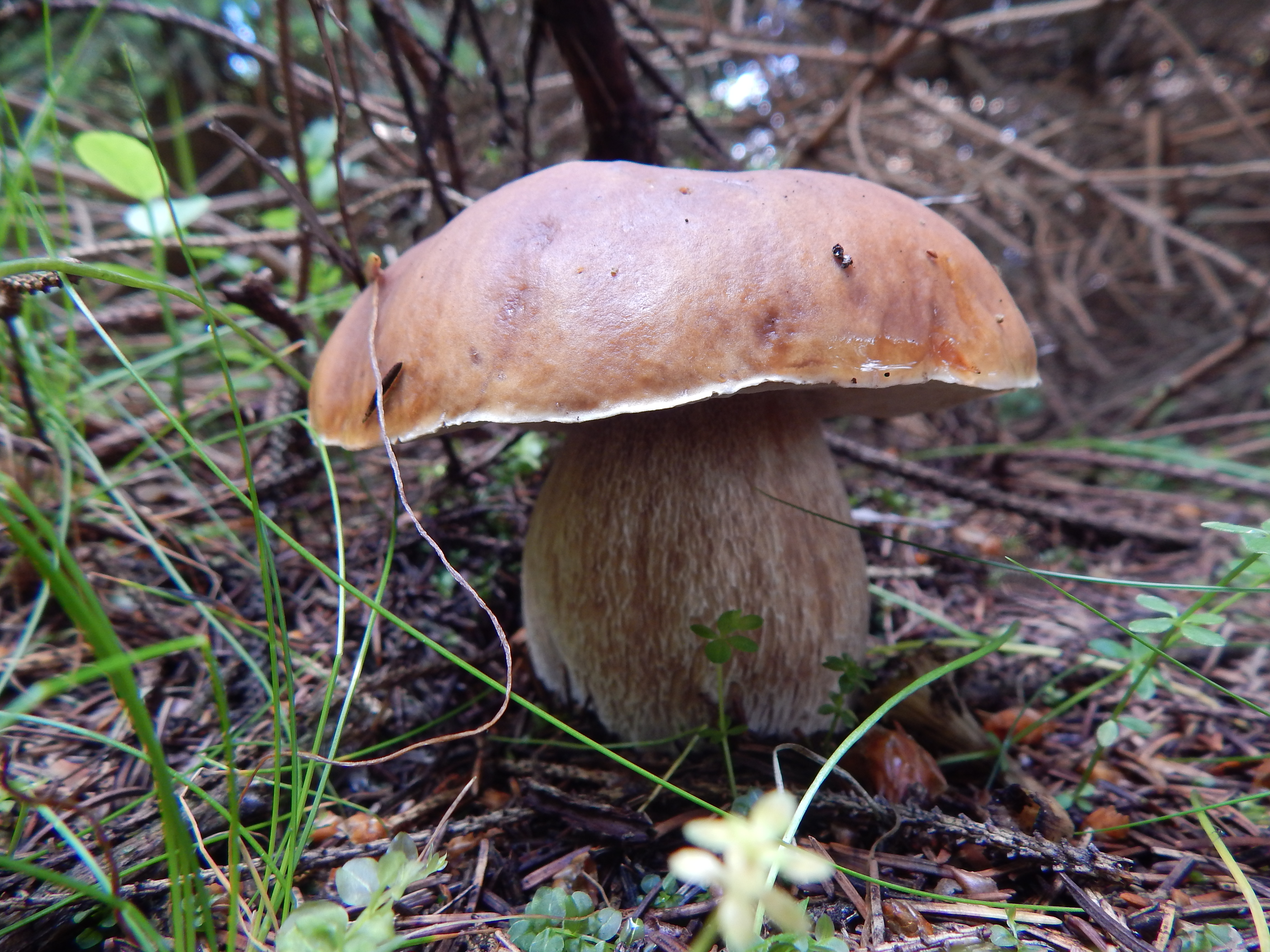